# Pipradrol
A pipradrol a norepinefrin-dopamin-visszavétel gátlók(en) (NDRI-k) közé tartozó antidepresszáns gyógyszer. Organikus vagy lelki eredetű levertség esetén írják fel, pl. szülést vagy fertőzést követően. Az ok gyakran a táplálkozásra vezethető vissza, ezért a pipradrolt gyakran B1- és B6-vitaminnal kombinálják.
Élénkítő, a központi idegrendszert serkentő hatása van, mely némileg hasonló az amfetaminéhoz. Rekreációs szerként is árulják.
Tiltott doppingszer. Az Európai Unióban kozmetikai termék gyártásához nem használható fel.

## Hatásmód
Az NDRI-típusú gyógyszerek azáltal növelik meg az agyban a norepinefrin (noradrenalin) és dopamin szintjét, hogy megakadályozzák azok visszakerülését a kibocsátó idegsejtbe. Ezt a folyamatot nevezik neurotranszmitter-visszavételnek.

## Mellékhatások
Az NDRI-típusú szerek mellékhatásaik miatt nem első vonalbeliek. Olyankor adják, ha más gyógyszerek (pl. a szelektív szerotoninvisszavétel-gátlók) valamiért nem alkalmazhatók vagy nem hatnak kellően.
A pipradrol számos gyógyszerrel lép kölcsönhatásba, ezért az orvost minden szedett gyógyszerről tájékoztatni kell (beleértve a recept nélkül kaphatókat is).
Májgyulladás esetén ellenjavallt, mert súlyosbíthatja a májproblémákat.
Vérnyomásnövelő hatása lehet, ezért rendszeres mérés szükséges.
Mellékhatások: étvágytalanság, fogyás, fejfájás, szájszárazság, kiütés, izzadás, fülcsengés, bizonytalanság, idegesség, nyugtalanság, gyomorfájás, székrekedés, szédülés, alvászavar, izomfájdalom, hányinger, hányás, szapora szívverés, torokfájás, gyakori vizelés.
A többi antidepresszánshoz hasonlóan a szedés abbahagyása elvonási tüneteket okozhat, ezért nem tanácsos hosszú ideig szedni, ill. olyan betegnek felírni, aki korábban kábítószerfüggő volt.

## Adagolás
A szokásos adag 2,5 mg naponta kétszer.

## Készítmények
A nemzetközi gyógyszerkereskedelemben:
- Alertol
- Detaril
- Meratran
- Pipralon

Kombinációban:
- Alertonic[6]

## Fizikai/kémiai tulajdonságok
Grignard-reakcióval állítják elő fenil-2-piridil-ketonból fenil-magnézium-bromiddal, majd a keletkező vegyületet platina katalizátorral redukálják.
| Állat   | Adagolás                | LD50 |
| ------- | ----------------------- | ---- |
| patkány | szájon át               | 180  |
| egér    | szájon át               | 74   |
| egér    | intraperitoneálisan(en) | 74   |
| macska  | intravénásan            | 15   |